# Bad (kuuroord)

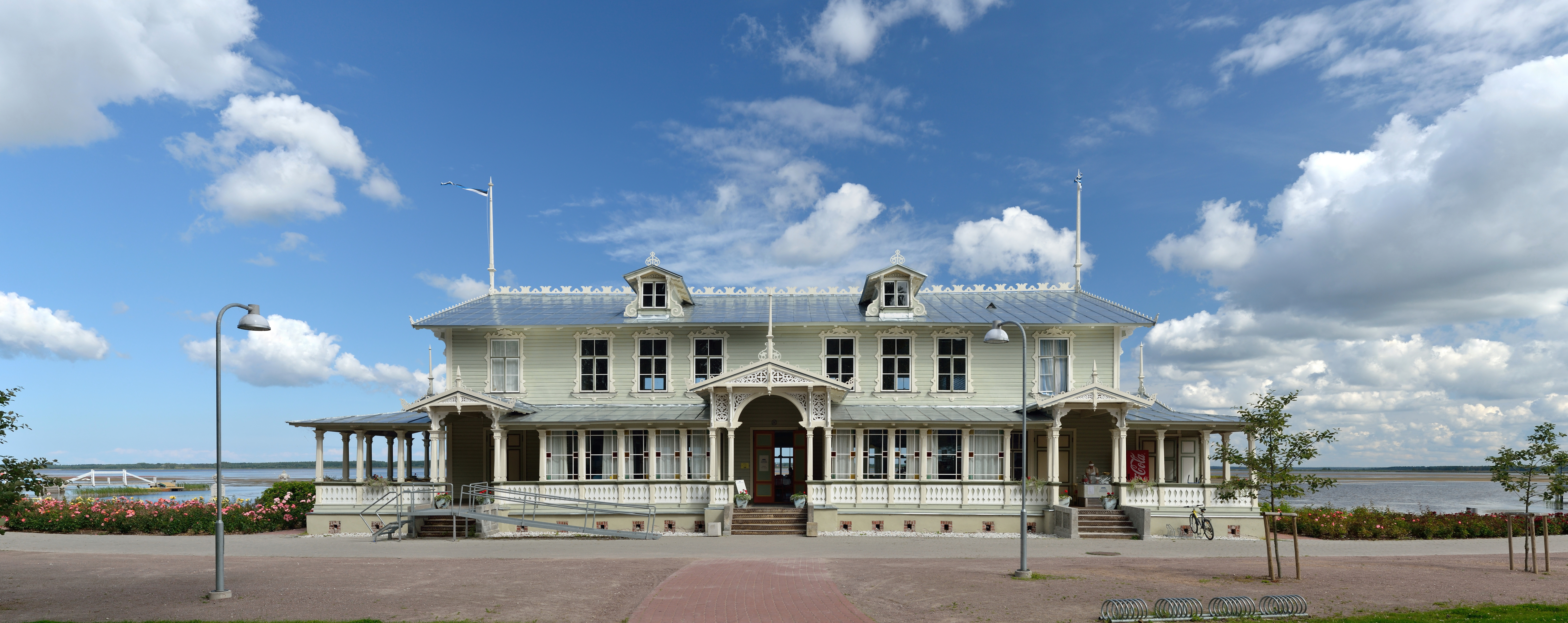
Keizerlijk kuuroord van Haapsalu in Estland (seebad)

Bad is een woord dat wordt gebruikt in Duitse plaatsnamen als er een kuuroord aanwezig is.
Er zijn in Duitsland veel dorpen en steden met voor de plaatsnaam het woord Bad. Dit geeft aan dat het een kuuroord is. Een plaats mag pas het woord Bad voor de plaatsnaam zetten als dit is goedgekeurd door de autoriteiten. Ook in Nederland wordt in sommige gevallen de benaming Bad gebruikt voor kuuroorden, zoals in Bad Nieuweschans.

## Nederland
Er zijn in Nederland vier thermaalbaden/kuurcentra:
- Bad Nieuweschans - Fontana Bad Nieuweschans
- Nijmegen - Sanadome Nijmegen
- Arcen - Thermaalbad Arcen
- Valkenburg - Thermae 2000

## België

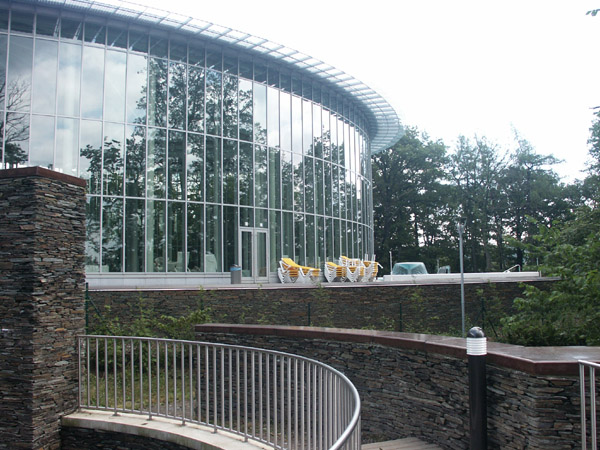
Thermen van Spa

- Spa - Thermes de Spa